# Cara DeLizia
Cara Elizabeth DeLizia (* 10. April 1984 in Silver Spring, Maryland; auch bekannt als Cara Dyann DeLizia) ist eine US-amerikanische Fernsehschauspielerin. Am bekanntesten ist sie durch ihre Rolle der Fiona „Fi“ Phillips an der Seite von Mackenzie Phillips in der Disney-Serie Fionas Website, die sie am Anfang der 3. Staffel verließ und durch die junge Kanadierin Alexz Johnson ersetzt wurde.
Sie ist die Tochter von Sherry und James DeLizia. Mit 5 Jahren begann sie als Schauspielerin am Theater. Später wirkte sie in der WB-Serie Nick Freno-Trau keinem Lehrer mit. Später hatte sie Gastauftritte bei Verrückt nach dir, Eine himmlische Familie, The West Wing und Emergency Room. Außerdem spielte sie die Hauptrolle in diversen Fernsehfilmen und hatte Nebenrollen in Spielfilmen wie Schlaflos in Seattle und Avalon.
Ihre andere Hauptrolle war die der Marcy Kendall in der Dramaserie Boston Public, wo sie die Assistentin des Direktors Steven Harper (Chi McBride) spielte.
Cara DeLizia hat weiterhin Engagements. Seit dem Jahr 2001 lebt sie in Burbank, Kalifornien.

## Filmografie (Auswahl)
- 1992: Literary Visions (Fernsehserie, zwei Folgen)
- 1995: Ironfist
- 1995: You’re Invited to Mary-Kate & Ashley’s Sleepover Party
- 1996–1997: Nick Freno-Trau keinem Lehrer (Nick Freno: Licensed Teacher, Fernsehserie, 22 Folgen)
- 1997: Don King – Das gibt’s nur in Amerika (Don King: Only in America, Fernsehfilm)
- 1997: Crayola Kids Adventures: Tales of Gulliver’s Travels
- 1997: Crayola Kids Adventures: The Trojan Horse
- 1999: Verrückt nach dir (Mad About You, Fernsehserie, eine Folge)
- 1999: Eine himmlische Familie (7th Heaven, Fernsehserie, eine Folge)
- 1999–2001: Fionas Website (So Weird, Fernsehserie)
- 2000: Emergency Room – Die Notaufnahme (ER, Fernsehserie, eine Folge)
- 2001: New York Cops – NYPD Blue (NYPD Blue, Fernsehserie, eine Folge)
- 2001: The West Wing – Im Zentrum der Macht (The West Wing, Fernsehserie, eine Folge)
- 2001: Go Fish (Fernsehserie, zwei Folgen)
- 2001: Strong Medicine: Zwei Ärztinnen wie Feuer und Eis (Strong Medicine, Fernsehserie, eine Folge)
- 2001: The Nightmare Room (Fernsehserie, eine Folge)
- 2001: Just Shoot Me – Redaktion durchgeknipst (Just Shoot Me!, Fernsehserie, eine Folge)
- 2001: The Wild Thornberrys: The Origin of Donnie (Fernsehfilm)
- 2001: Close to Home (Fernsehfilm)
- 2002: Gingers Welt (As Told by Ginger, Fernsehserie, eine Folge, Stimme)
- 2002: Anna’s Dream (Fernsehfilm)
- 2002–2003: Boston Public (Fernsehserie, 15 Folgen)
- 2003: All Grown Up – Fast erwachsen (All Grown Up!, Fernsehserie, eine Folge, Stimme)
- 2003: Twins (Fernsehfilm)
- 2004: JAG – Im Auftrag der Ehre (JAG, Fernsehserie, eine Folge)
- 2004: Love’s Enduring Promise (Fernsehfilm)
- 2004: Still Life (Fernsehserie, zwei Folgen)
- 2006: Ghost Whisperer – Stimmen aus dem Jenseits (Ghost Whisperer, Fernsehserie, eine Folge)
- 2006: Mr. Nice Guy (Fernsehserie)
- 2007: Close to Home (Fernsehserie, eine Folge)
- 2011: Rogue (Fernsehfilm)
- 2012: Homecoming (Stimme)